# Europameisterschaften im Gewichtheben 1983
Die 62. Europameisterschaften im Gewichtheben der Männer fanden vom 22. bis 31. Oktober 1983 im Ismailowo-Sportpalast der sowjetischen Hauptstadt Moskau statt und waren in die 57. Weltmeisterschaften der Gewichtheber integriert.

## Ergebnisse

### Klasse bis 52 kg (Fliegengewicht)
Samstag: 22. Oktober 1983
| Disziplin | Gold           | Gold         | Silber         | Silber   | Bronze         | Bronze   |
| --------- | -------------- | ------------ | -------------- | -------- | -------------- | -------- |
| Reißen    | Neno Tersijski | 115,0 kg     | Jacek Gutowski | 112,5 kg | Béla Oláh      | 107,5 kg |
| Stoßen    | Neno Tersijski | 145,0 kg 000 | Stefan Leletko | 140,0 kg | Jacek Gutowski | 137,5 kg |
| Zweikampf | Neno Tersijski | 260,0 kg     | Jacek Gutowski | 250,0 kg | Stefan Leletko | 247,5 kg |

- Terziyski bewältigte im Stoßen in einem zusätzlichen Versuch 150,0 kg.

### Klasse bis 56 kg (Bantamgewicht)
Sonntag: 23. Oktober 1983
| Disziplin | Gold            | Gold         | Silber          | Silber   | Bronze          | Bronze   |
| --------- | --------------- | ------------ | --------------- | -------- | --------------- | -------- |
| Reißen    | Naum Sulejmanow | 130,0 kg     | Oksen Mirsojan  | 127,5 kg | Andreas Letz    | 120,0 kg |
| Stoßen    | Oksen Mirsojan  | 165,0 kg 000 | Andreas Letz    | 160,0 kg | Naum Sulejmanow | 160,0 kg |
| Zweikampf | Oksen Mirsojan  | 292,5 kg     | Naum Sulejmanow | 290,0 kg | Andreas Letz    | 280,0 kg |

- Andreas Letz verbesserte im Stoßen seinen eigenen Weltrekord auf 161,0 kg, aber auf Grund der 2,5-Kilogramm-Regel gingen 160,0 kg in die Wertung ein. Oksen Mirsojan steigerte danach den Weltrekord auf 165,0 kg und anschließend auf 167,0 kg .

### Klasse bis 60 kg (Federgewicht)
Montag: 24. Oktober 1983
| Disziplin | Gold            | Gold         | Silber          | Silber   | Bronze         | Bronze   |
| --------- | --------------- | ------------ | --------------- | -------- | -------------- | -------- |
| Reißen    | Jurik Sarkisjan | 137,5 kg 000 | Marek Seweryn   | 135,0 kg | Stefan Topurow | 132,5 kg |
| Stoßen    | Stefan Topurow  | 180,0 kg     | Jurik Sarkisjan | 175,0 kg | Gelu Radu      | 162,5 kg |
| Zweikampf | Jurik Sarkisjan | 312,5 kg     | Stefan Topurow  | 312,5 kg | Gelu Radu      | 292,5 kg |

- Sarkisjan stellte im Reißen einen neuen Weltrekord mit 137,5 kg auf, den Seweryn in einem zusätzlichen Versuch auf 138,0 kg.  verbesserte.

### Klasse bis 67,5 kg (Leichtgewicht)
Dienstag: 25. Oktober 1983
| Disziplin | Gold         | Gold     | Silber       | Silber   | Bronze       | Bronze   |
| --------- | ------------ | -------- | ------------ | -------- | ------------ | -------- |
| Reißen    | Janko Russew | 145,0 kg | Andreas Behm | 145,0 kg | Joachim Kunz | 145,0 kg |
| Stoßen    | Joachim Kunz | 195,0 kg | Janko Russew | 192,5 kg | Andreas Behm | 192,5 kg |
| Zweikampf | Joachim Kunz | 340,0 kg | Janko Russew | 337,5 kg | Andreas Behm | 337,5 kg |

### Klasse bis 75 kg (Mittelgewicht)
Mittwoch: 26. Oktober 1983
| Disziplin | Gold               | Gold     | Silber              | Silber   | Bronze              | Bronze   |
| --------- | ------------------ | -------- | ------------------- | -------- | ------------------- | -------- |
| Reißen    | Wladimir Kusnezow  | 167,5 kg | Alexander Warbanow  | 160,0 kg | Dragomir Cioroslan  | 157,5 kg |
| Stoßen    | Alexander Warbanow | 210,0 kg | Sdrawko Stoitschkow | 207,5 kg | Wladimir Kusnezow   | 202,5 kg |
| Zweikampf | Alexander Warbanow | 370,0 kg | Wladimir Kusnezow   | 370,0 kg | Sdrawko Stoitschkow | 362,5 kg |

### Klasse bis 82,5 kg (Leichtschwergewicht)
Donnerstag: 27. Oktober 1983
| Disziplin | Gold            | Gold     | Silber          | Silber   | Bronze          | Bronze   |
| --------- | --------------- | -------- | --------------- | -------- | --------------- | -------- |
| Reißen    | Assen Slatew    | 180,0 kg | Jurik Wardanjan | 180,0 kg | László Barsi    | 165,0 kg |
| Stoßen    | Jurik Wardanjan | 212,5 kg | Assen Slatew    | 210,0 kg | Lubomír Vymazal | 210,0 kg |
| Zweikampf | Jurik Wardanjan | 392,5 kg | Assen Slatew    | 390,0 kg | László Barsi    | 370,0 kg |

- Im zweiten Versuch des Reißens stellte Wardanjan mit 180,5 kg  einen neuen Weltrekord auf, aber auf Grund der 2,5-Kilogramm-Regel gingen 180,0  kg in die Wertung ein.

### Klasse bis 90 kg (Mittelschwergewicht)
Freitag: 28. Oktober 1983
| Disziplin | Gold           | Gold     | Silber         | Silber   | Bronze             | Bronze   |
| --------- | -------------- | -------- | -------------- | -------- | ------------------ | -------- |
| Reißen    | Blagoj Blagoew | 190,0 kg | Wiktor Solodow | 185,0 kg | Andrzej Piotrowski | 170,0 kg |
| Stoßen    | Blagoj Blagoew | 227,5 kg | Wiktor Solodow | 225,0 kg | Andrzej Piotrowski | 212,5 kg |
| Zweikampf | Blagoj Blagoew | 417,5 kg | Wiktor Solodow | 410,0 kg | Andrzej Piotrowski | 382,5 kg |

- Solodow bewältigte im Stoßen in einem zusätzlichen Versuch 230,0 kg.

### Klasse bis 100 kg (1. Schwergewicht)
Samstag: 29. Oktober 1983
| Disziplin | Gold            | Gold     | Silber          | Silber   | Bronze        | Bronze   |
| --------- | --------------- | -------- | --------------- | -------- | ------------- | -------- |
| Reißen    | Alexander Popow | 187,5 kg | Pawel Kusnezow  | 182,5 kg | Vasile Groapă | 180,0 kg |
| Stoßen    | Pawel Kusnezow  | 240,0 kg | Alexander Popow | 235,0 kg | Andrzej Komar | 227,5 kg |
| Zweikampf | Pawel Kusnezow  | 422,5 kg | Alexander Popow | 422,5 kg | Andrzej Komar | 407,5 kg |

### Klasse bis 110 kg (2. Schwergewicht)
Sonntag: 30. Oktober 1983
| Disziplin | Gold                | Gold         | Silber       | Silber   | Bronze         | Bronze   |
| --------- | ------------------- | ------------ | ------------ | -------- | -------------- | -------- |
| Reißen    | Wjatscheslaw Klokow | 192,5 kg 000 | József Jacsó | 185,0 kg | Ștefan Tașnadi | 182,5 kg |
| Stoßen    | Wjatscheslaw Klokow | 247,5 kg     | József Jacsó | 225,0 kg | Anton Baraniak | 220,0 kg |
| Zweikampf | Wjatscheslaw Klokow | 440,0 kg     | József Jacsó | 410,0 kg | Anton Baraniak | 400,0 kg |

- Klokow stellte bereits im zweiten Versuch des Stoßens mit 245,0 kg einen neuen Weltrekord auf, den er anschließend auf 247,5 kg verbesserte.

### Klasse über 110 kg (Superschwergewicht)
Montag: 31. Oktober 1983
| Disziplin | Gold                | Gold     | Silber                 | Silber   | Bronze          | Bronze   |
| --------- | ------------------- | -------- | ---------------------- | -------- | --------------- | -------- |
| Reißen    | Anatolij Pyssarenko | 205,0 kg | Aljaksandr Kurlowitsch | 205,0 kg | Pavel Khek      | 197,5 kg |
| Stoßen    | Anatolij Pyssarenko | 245,0 kg | Aljaksandr Kurlowitsch | 245,0 kg | Antonio Krastew | 237,5 kg |
| Zweikampf | Anatolij Pyssarenko | 450,0 kg | Aljaksandr Kurlowitsch | 450,0 kg | Antonio Krastew | 427,5 kg |